# Петяярви (озеро)
Пе́тяя́рви (фин. Petäjäjärvi) — озеро на территории Поросозерского сельского поселения Суоярвского района Республики Карелия.

## Общие сведения
Площадь озера — 1,6 км², площадь бассейна — 59,8 км². Располагается на высоте 190,4 метров над уровнем моря.
Форма озера лопастная. Полуостровом озеро условно разделено на две неравных части. Берега каменисто-песчаные, частично заболоченные.
В озеро втекает и вытекает река без названия, которая, протекая через озёра Уля-Латаярви (фин. Ylä Latajärvi), Ала-Латаярви (фин. Ala Latajärvi), Айттоярви, Сяркяярви, Котаярви и Иткаярви, в итоге втекает в Койтайоки.
В восточной части озера расположены три безымянных острова разного размера.
Название озера переводится с финского языка как «сосновое озеро».
Код водного объекта в государственном водном реестре — 01050000111102000011455.